# سليمان شاه بن محمد
غیاث الدنیا والدین سليمان شاه (توفي في أبريل 1161 م) هو سلطان الدولة السلجوقية لثمانية أشهر (1159 ـ 1160)، خلفًا لأبيه السلطان محمد الثاني بن محمود. قُتل في أبريل 1161م/556هـ.

## مقتله
كان سليمان شاه فاسقًا، مُدمْن الخمر، أهوج أخرق. يقول ابن الأثير أنه شرب الخمر فِي نهار رمضان. فثار عليه مدبر مملكته يزديار الْخَادِمُ فَقَتَلَهُ، وَبَايَعَ بَعْدَهُ السُّلْطَانَ أَرْسَلَانَ شَاهْ بْنَ طُغْرُلَ بْنِ مُحَمَّدِ بْنِ مَلِكْشَاهْ.